# Salvador Albert
Salvador Albert Pey (Palamós, 1868-Sardañola del Vallés, 1944) fue un político y escritor español.

## Biografía
Nacido el 2 de diciembre de 1868 en Palamós, estudió Derecho, pero no acabó la carrera. De joven militó en el republicanismo posibilista, representado primero por la Unión Federal Nacionalista Republicana y después por el Partit Republicà Català. En las elecciones generales de 1910 y 1914 fue elegido diputado por el distrito electoral de La Bisbal, haciéndose conocido en todo el país al superar a quien, en principio, era el gran favorito, Francesc Cambó. Gracias a los electores de San Feliu de Guixols, que lo votaron masivamente, fue revalidando el acta de diputado en las elecciones de 1916, 1918, 1919, 1920 y 1923. En estas contiendas a menudo participaba con coaliciones republicanas, de izquierdas y catalanistas. Junto con Joaquín Salvatella formaba parte del llamado "baluarte ampurdanés" por la fidelidad que les mostraban sus electores.
Proclamada la Segunda República, fue elegido diputado en las elecciones generales de 1931 por Esquerra Republicana de Catalunya (ERC), siendo el candidato con más votos de toda la provincia de Gerona. Justo después fue nombrado embajador español en Bélgica (1931-1934). Después de la Guerra Civil fue detenido y permaneció encarcelado en Gerona, en la misma celda que Carles Rahola Llorens, siendo liberado poco antes de morir.

## Obra
Destacan sus estudios sobre Amiel e Ibsen y colaboró en la Revista de Catalunya, La Publicitat, La Jornada, y El Imparcial de Madrid. También escribió poemas muy influidos por Joan Maragall.
Poesía
- Florida de tardor (1918)
- Confins (1921)
- Òpals (1924)
- El Cuatre fulls del meu poema, (presentado en los Juegos Florales de Barcelona de 1924)[3]

Novela
- Ideal (1898)

Teatro
- El despertar d'un cor (1896)

Ensayo
- Amiel (1919)
- El tesoro dramático de Henrik Ibsen (1920)